# トーマス・クーン
トーマス・サミュエル・クーン（Thomas Samuel Kuhn、1922年7月18日 - 1996年6月17日）は、アメリカ合衆国の哲学者、科学者。専門は科学史及び科学哲学。邦訳著作における名前の表記はいずれも「トーマス・クーン」であるが、場合によって「トマス・クーン」と表記されることもある。

## 経歴
米国オハイオ州シンシナティ市のドイツ系ユダヤ人（ユダヤ系）移民の家庭に生まれる（もともとの姓はCohenという）。
ハーバード大学で物理学を専攻し、1943年にBachelor of Science（B.S.）、1946年にMaster of Science（M.S.）取得。大学院在学中に科学史・科学哲学研究に興味を持つようになったが、博士号（Doctor of Philosophy（Ph.D.））は1949年にそのまま物理学の研究で取得した。ハーバード大学在学中は物理学者のジョン・ヴァン・ヴレックの指導を受けている。博士号を取得したのち、カリフォルニア大学バークレー校の教授となり、哲学部及び歴史学部の両方で、科学史と科学哲学を教えた。1964年からはプリンストン大学の教授（科学史・科学哲学）を務め、1969年から1970年にはアメリカ合衆国の科学史学会会長、1979年からはマサチューセッツ工科大学の教授も務めている。そして1994年、肺癌と診断され、1996年に死亡した。
上述に加え、ハーバード大学（母校）やボストン大学でも教鞭を執った経歴がある。
クーンの最も有名な業績は、1962年に発表された主著『科学革命の構造』で、科学の歴史がつねに累積的なものではなく、断続的に革命的変化すなわち「パラダイムシフト」が生じると指摘したことである。
しかし、ポパー、ラカトシュ、ファイアアーベントらはパラダイム概念に対して否定的で、クーンと彼らの間にパラダイムをめぐる論争が起きた。特に、1965年7月13日に行われた「批判と知識の成長」と題するシンポジウムにおいて、クーンは徹底的に批判された（後にこのシンポジウムは、「ポパー派によるクーンの袋叩き」と評されている）。クーンが目指したものは、科学の研究現場に内在的で堅実な科学史研究であり、彼らの論争はすれ違いの気配が濃厚であった。
また、クーンのパラダイム概念は、科学史・科学哲学だけではなく、社会科学や人文科学、果てはビジネス本にまで登場するなど、広く知られるようになったが、多くの場合、クーン自身が意図した限定的な内実からは外れている。こうした「流行」の要因には、時代（1960年代）的なものもあるが、クーン自身の記述の曖昧さも指摘されている。曖昧さについての指摘を受けたこと、概念の安易な拡大利用を嫌ったことから、クーンはのちに、パラダイム概念に加え、より定義を明確化した専門母型（disciplinary matrix）という概念を発表し、改版に際し『科学革命の構造』も加筆している。
クーンから影響を受けた有名な哲学者には、ポスト分析哲学のリチャード・ローティなどがいる。

## 著書
- The Copernican Revolution: Planetary Astronomy in the Development of Western Thought, (Harvard University Press, 1957).
常石敬一訳『コペルニクス革命――科学思想史序説』（紀伊國屋書店, 1976年/ 講談社学術文庫, 1989年）ISBN 4-06-158881-8
- The Structure of Scientific Revolutions, (University of Chicago Press, 1962).
中山茂訳『科学革命の構造』（みすず書房, 1971年）ISBN 4-62-201667-2
青木薫訳『科学革命の構造 新版』（イアン・ハッキング序説、みすず書房, 2023年6月）ISBN 978-4622096122
- The Essential Tension: Selected Studies in Scientific Tradition and Change, (University of Chicago Press, 1977).
安孫子誠也・佐野正博訳『本質的緊張――科学における伝統と革新（1・2）』（みすず書房, 1987年-1992年）ISBN 4-622-01691-5, ISBN 4-622-01692-3
安孫子誠也・佐野正博訳『科学革命における本質的緊張――トーマス・クーン論文集』（みすず書房, 1998年）改訂合本 ISBN 4-622-04963-5
- Black-Body Theory and the Quantum Discontinuity, 1894-1912, (Oxford University Press, 1978).
- The Road since Structure: Philosophical Essays, 1970-1993, with an Autobiographical Interview, ed., by James Conant and John Haugeland, (University of Chicago Press, 2002).
佐々木力訳『構造以来の道――哲学論集 1970-1993』（みすず書房, 2008年）ISBN 9784622073536

### 研究
- 野家啓一『パラダイムとは何か　クーンの科学史革命』講談社学術文庫, 2008年
  - 元版『クーン：パラダイム　現代思想の冒険者たち24』講談社, 1998年
- 『思想　小特集：トマス・クーン』2023年10月号、岩波書店